# کوویی (قشم)
کوویی، روستایی در دهستان حومه بخش مرکزی شهرستان قشم در استان هرمزگان ایران است.

## موقعیت جغرافیایی
کوویی از شمال با دریا، از جنوب با جادهٔ لافت به قشم، از شرق با شهر درگهان و از غرب با اسکله کاوه همسایه است.
فاصله این روستا تا درگهان ۵ کیلومتر، تا قشم ۲۵ کیلومتر
و تا لافت ۳۵ کیلومتر است.

## پیشهٔ مردم
شغل بیشتر مردم روستا ماهیگیری و ملوانی لنج‌های باری می‌باشد؛ البته شغل‌های دیگری چون بنایی، مغازه داری و خدماتی را نیز داراست.

## جاذبه‌های گردشگری
از جاذبه‌های روستا می‌توان به چاه‌ها و برکه‌های آب آشامیدنی، ساحل غربی روستا یا مغارب اشاره کرد.

## جمعیت
بر پایه سرشماری عمومی نفوس و مسکن در سال ۱۳۹۵، جمعیت این روستا برابر با ۴٬۲۴۳ نفر (۱٬۱۹۱ خانوار) بوده‌است.